# Boletina neoerythropyga
Boletina neoerythropyga är en tvåvingeart som beskrevs av Zaitzev och Polevoi 2002. Boletina neoerythropyga ingår i släktet Boletina och familjen svampmyggor. Inga underarter finns listade i Catalogue of Life.